# Corythoichthys schultzi
Corythoichthys schultzi es una especie de pez de la familia Syngnathidae en el orden de los Syngnathiformes.
Su nombre común en inglés es Schultz's pipefish, o pez pipa de Schultz.

## Morfología
El cuerpo es cilíndrico y alargado, con el hocico en forma de tubo y más estrecho. La coloración de base es blancuzca, con rayas pequeñas marrones, negras y rojizas, también con puntos blancos, y anillos amarillentos. Tienen 25-31 radios blandos dorsales, 14-18 radios blandos pectorales, 15-17 anillos en el cuerpo y 32-39 anillos en la cola.
Los machos pueden alcanzar 16 cm de longitud total.

## Reproducción
Es una especie dioica y ovovivípara. La hembra tiene ovipositor y el macho transporta los huevos en una bolsa ventral, la cual se encuentra debajo de la cola. Los huevos son color ámbar y están parcialmente embebidos en la piel de la bolsa incubadora, recibiendo oxígeno de los capilares circundantes.

## Hábitat y comportamiento
Es un pez  de mar, de clima tropical, y asociado a los arrecifes de coral. Normalmente se encuentra entre corales y gorgonias, en lagunas y arrecifes exteriores. Ocurren en parejas o pequeños grupos.
Vive entre 2-30 m de profundidad. Su rango de temperatura está entre 24.65 y 28.89 °C.

## Distribución geográfica
Se encuentra desde el Mar Rojo el África Oriental hasta Australia y Nueva Caledonia.
Es especie nativa de Andaman (India), Arabia Saudí, Australia, Chagos, Comoros, Egipto, Filipinas, Hawái, Indonesia, Japón, Jordania, Maldivas, islas Marshall, Mauritius, Mozambique, Nueva Caledonia, Palaos, Papúa Nueva Guinea, Polinesia, Reunión, islas Ryukyu (Japón), Seychelles, Sudán, Tailandia, Tanzania y Tonga.

## Galería

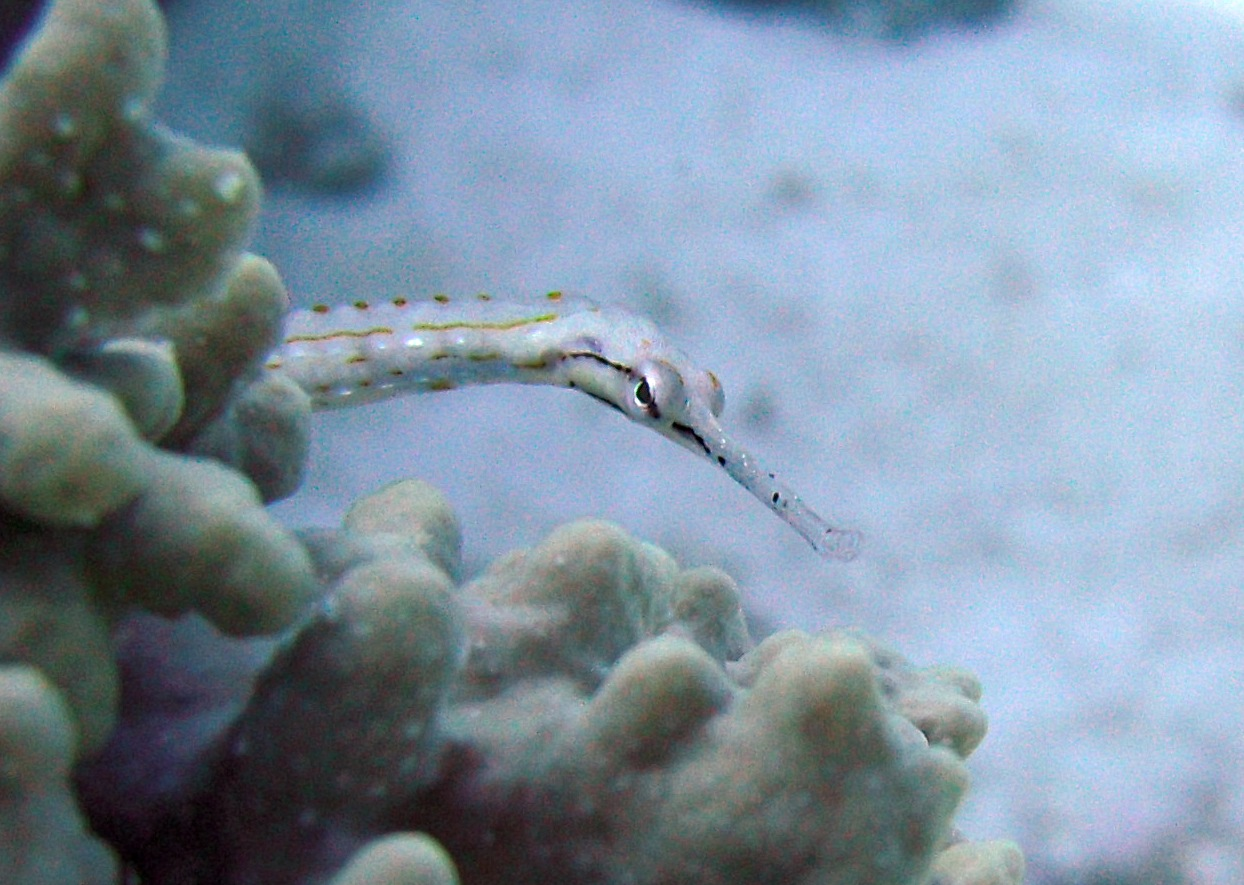
C. schultzi en el mar Rojo, Egipto
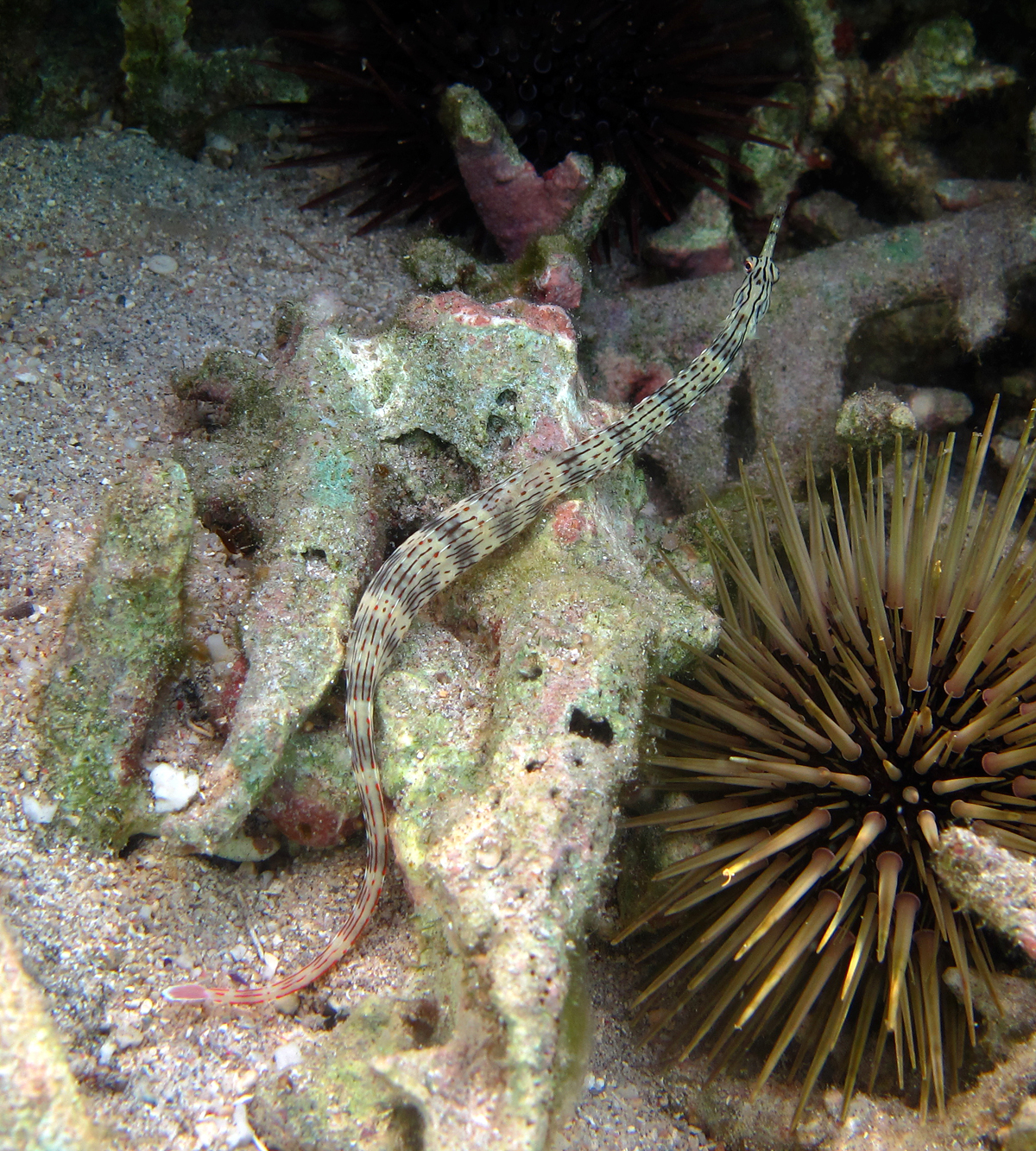
C. schultzi en Reunión
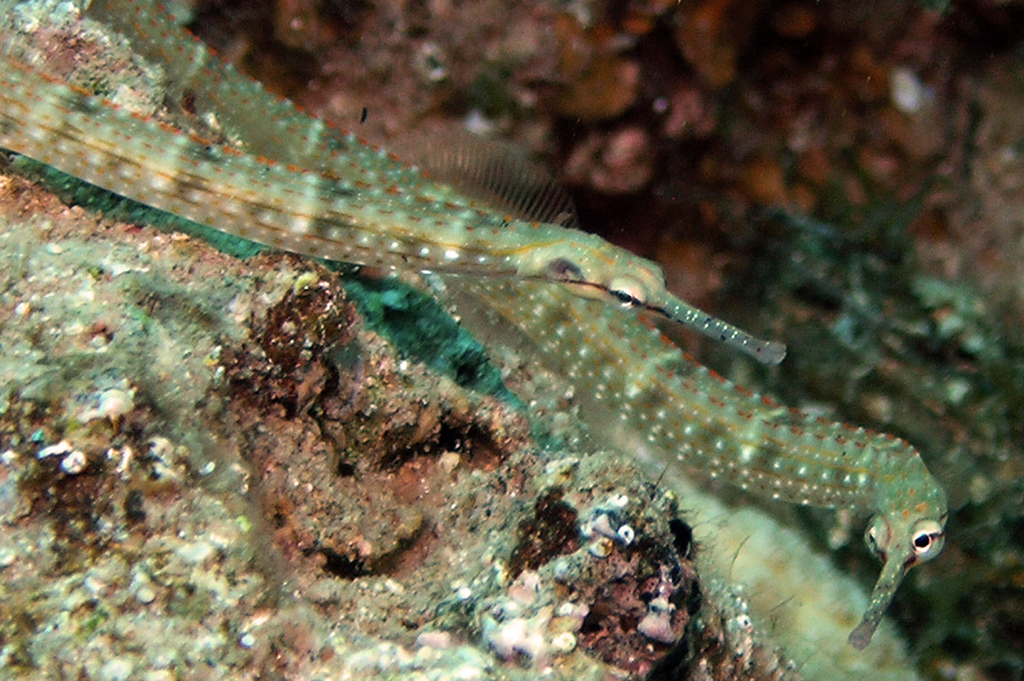
Pareja de C. schultzi en Lembeh, Indonesia
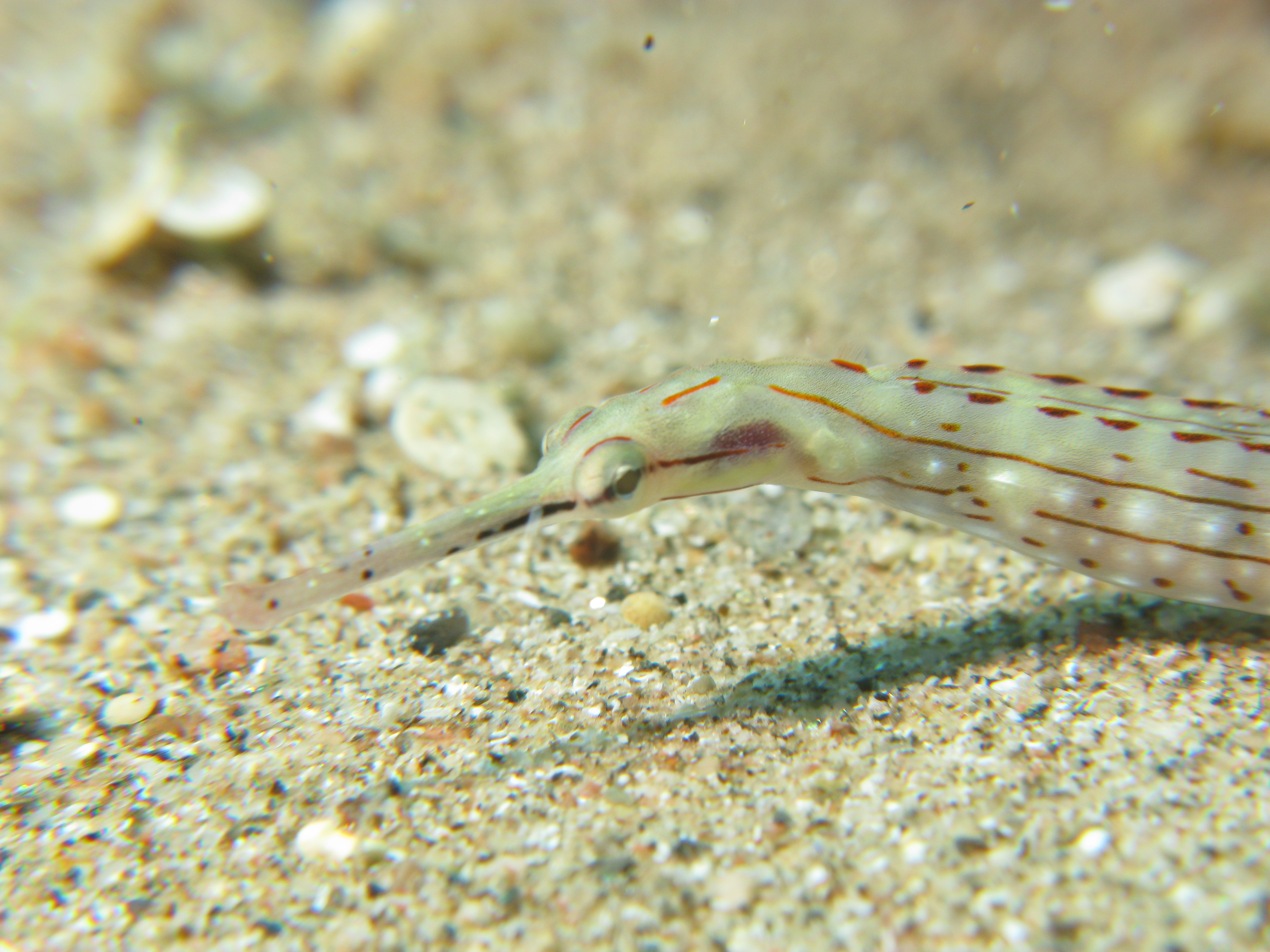
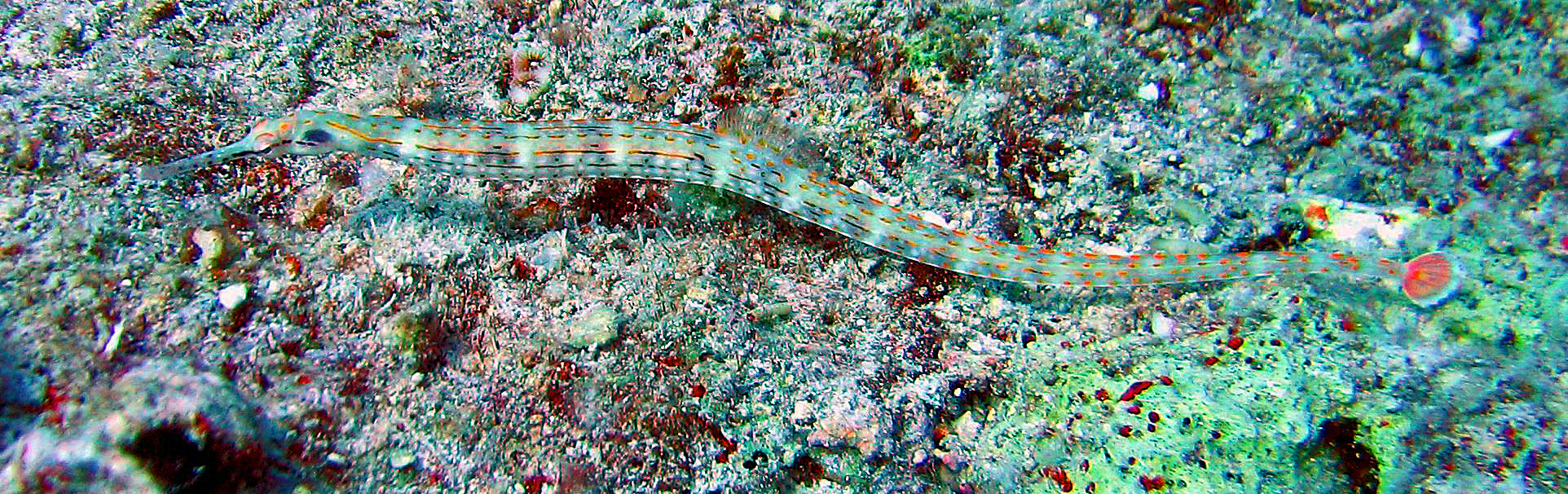
En Hurgada, Mar Rojo